# زوران رادوفيتش
زوران رادوفيتش (بالسيريلية الصربية: Зоран Радовић) مواليد 17 فبراير 1961 في بلغراد، جمهورية صربيا الاشتراكية، هو لاعب كرة سلة صربي سابق. بدأ مسيرته الاحترافية في سنة 1981. حقق المركز الأول في بطولة أمم أوروبا لكرة السلة 1989. اعتزل اللعب في 1995. لعب مع نادي ريد ستار لكرة السلة وألبا برلين.

## سجل المنافسة
شارك في المنافسات التالية:
- بطولة أمم أوروبا لكرة السلة 1987
- بطولة أمم أوروبا لكرة السلة 1989

## الميداليات
| الميدالية | المسابقة                         |
| --------- | -------------------------------- |
| برونزية   | بطولة كأس العالم لكرة السلة 1982 |
| برونزية   | بطولة كأس العالم لكرة السلة 1986 |
| برونزية   | بطولة أمم أوروبا لكرة السلة 1987 |
| ذهبية     | بطولة أمم أوروبا لكرة السلة 1989 |
| برونزية   | الألعاب الجامعية الصيفية 1981    |
| ذهبية     | الألعاب الجامعية الصيفية 1987    |

## روابط خارجية
- زوران رادوفيتش على موقع الاتحاد الدولي لكرة السلة (الإنجليزية)
- زوران رادوفيتش على موقع كلية كرة السلة في سبورتس رفرنس.كوم (الإنجليزية)
- زوران رادوفيتش على موقع بروبوليرز (الإنجليزية)